# Treska polak
Treska polak (Pollachius pollachius) je mořská ryba z čeledi treskovití.

## Popis
Barva těla je proměnlivá, na hřbetě tmavší a na břišní straně světlejší, podél postranní čáry zelenavé. Dorůstá délky až 130 cm a hmotnosti 18,1 kg.

## Rozšíření
Treska polak obývá evropské pobřeží od Skandinávie až po západní část Středozemního moře. Obývá pobřežní oblasti s pevným dnem, kde se zdržuje zejména při dně.